# Fontana della Tazza di Porfido

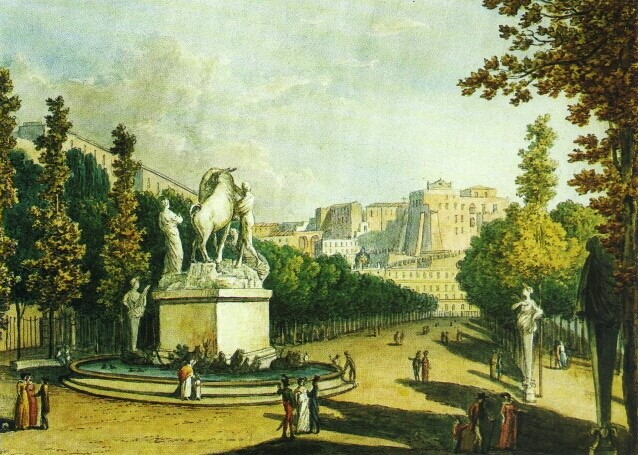
L'originaria fontana col Toro Farnese

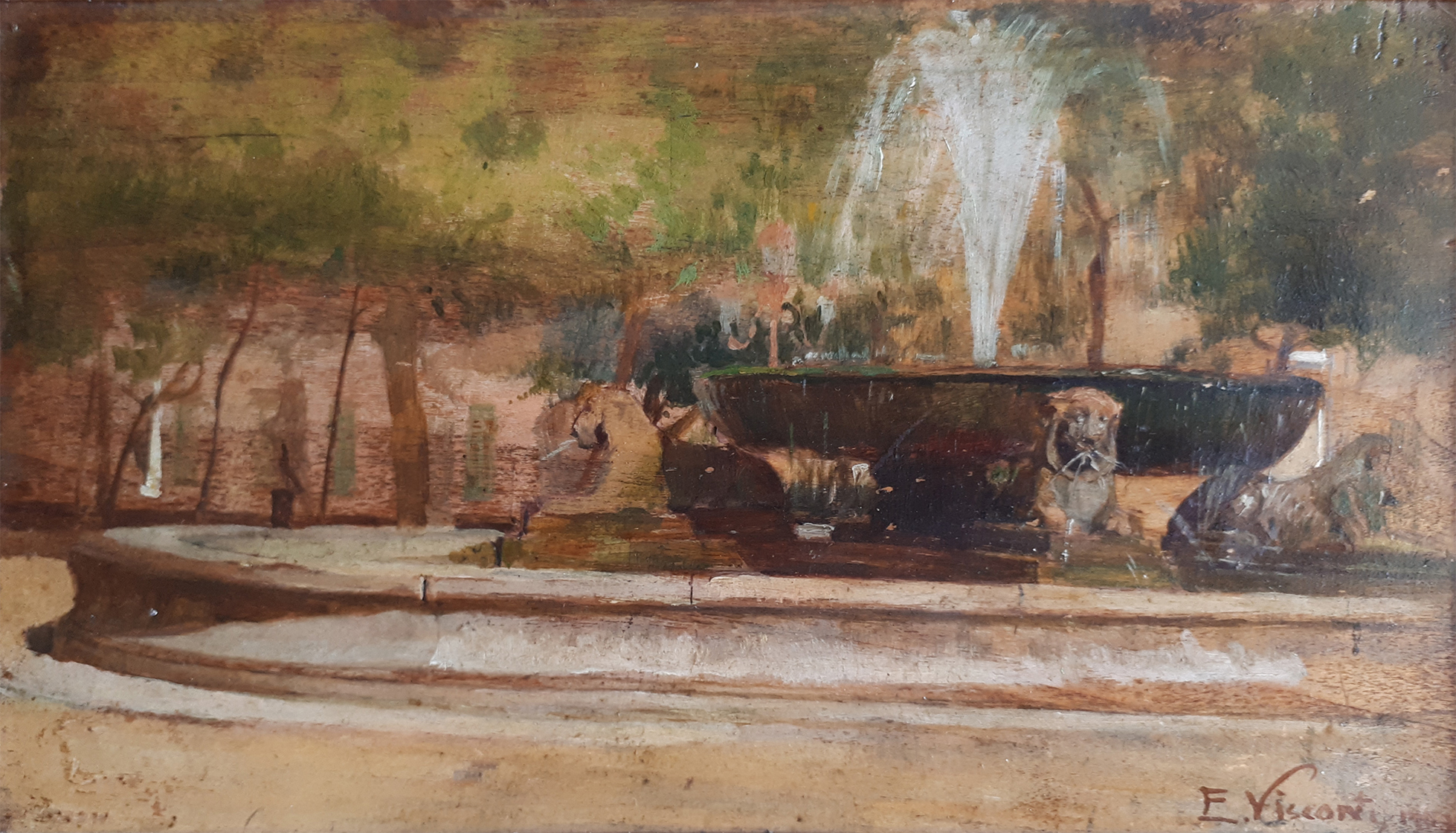
Fontana della Tazza di porfido in un dipinto ad olio del 1909 di Eliseu Visconti

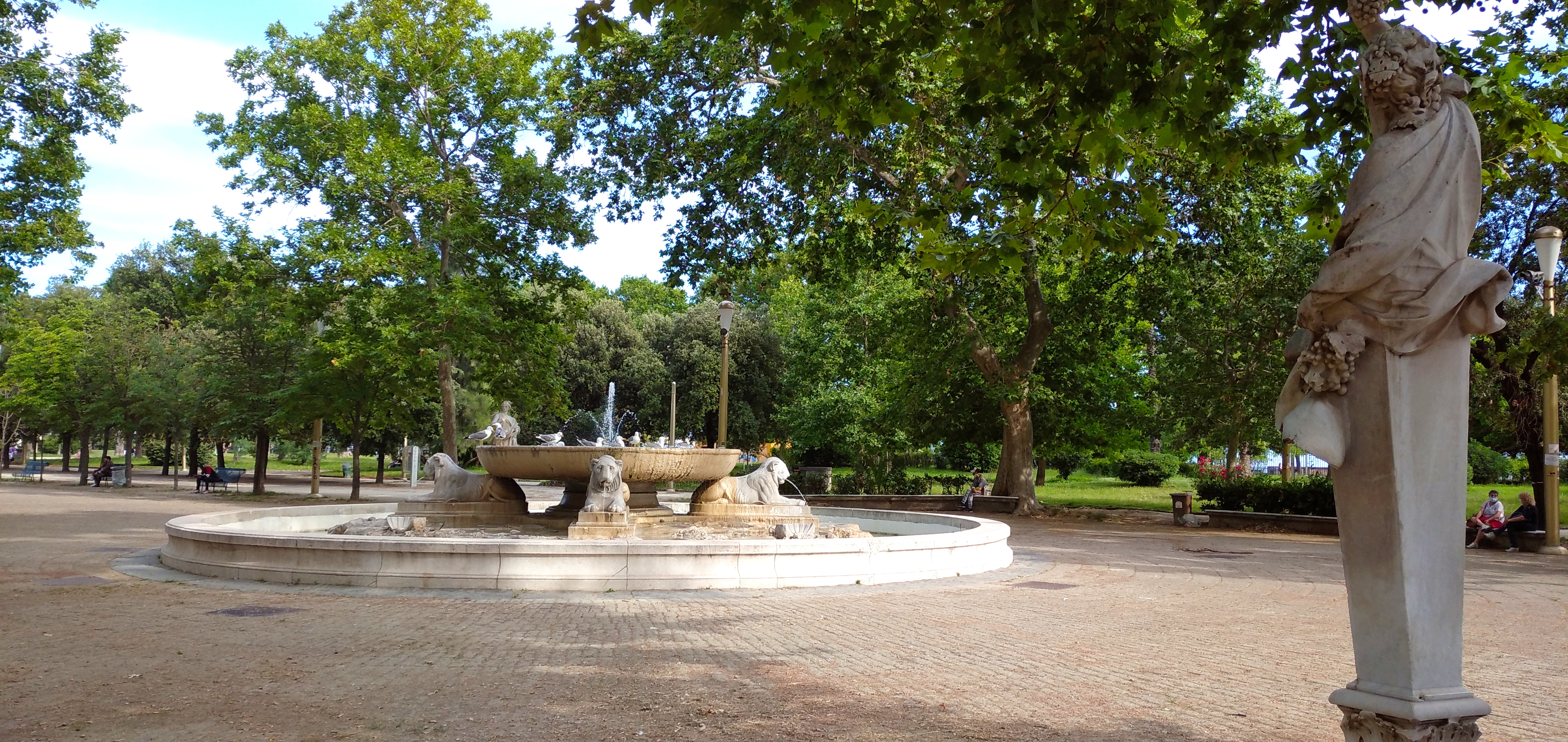
La fontana

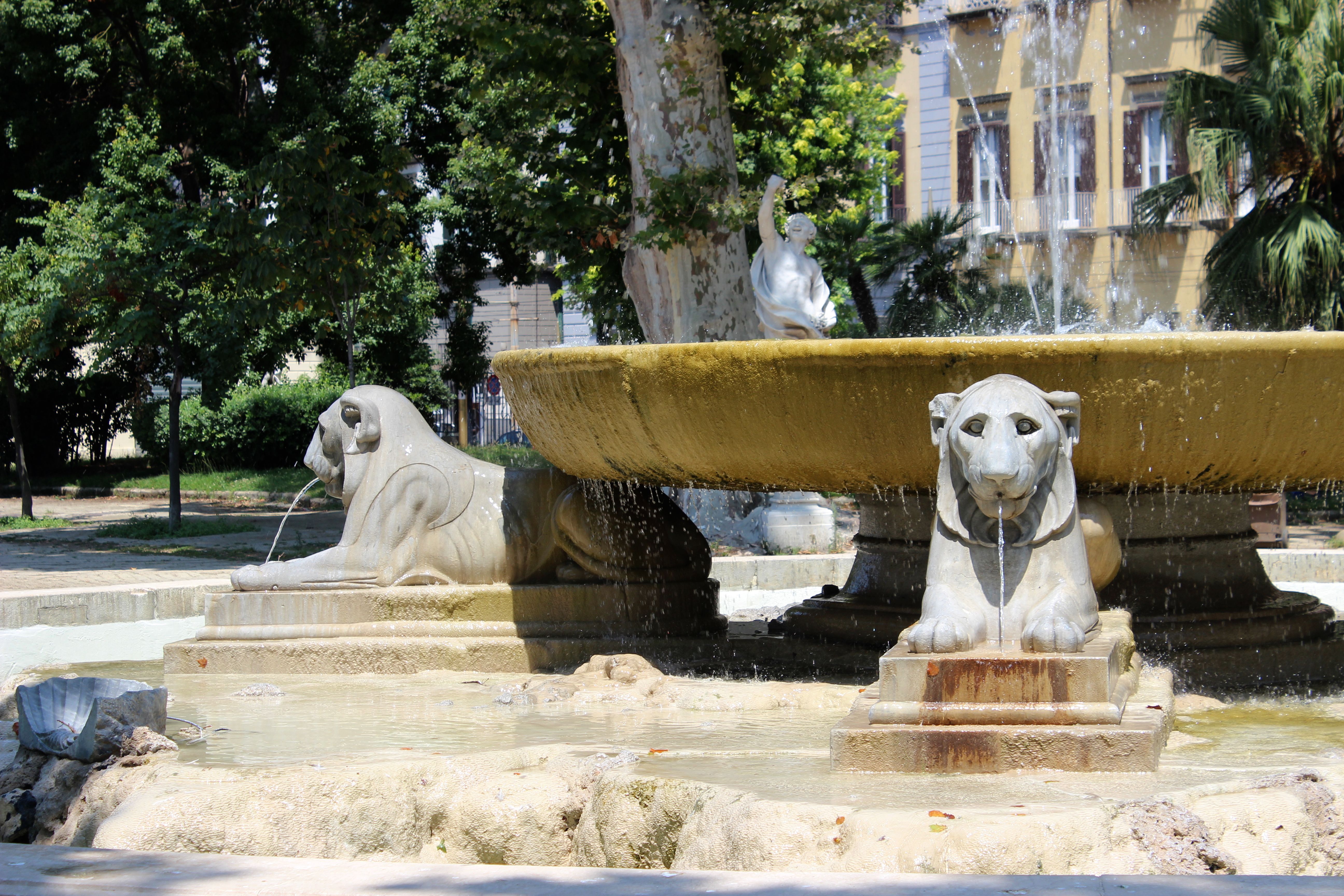
Particolare

La fontana della Tazza di porfido, (detta anche fontana delle Quattro stagioni) si trova a Napoli nella Villa Comunale, al centro di un ampio piazzale.

## Storia
La fontana fu costruita in occasione dei lavori di apertura della villa e vi fu collocato un gruppo scultoreo in stucco rappresentante Partenope e il Sebeto eseguito da Giuseppe Sanmartino. Questo fu rimosso nel 1791 allorché Ferdinando IV decise di collocarvi il Toro Farnese proveniente dalle terme di Caracalla e a sua volta rimosso nel 1826 per essere custodito nel Museo archeologico nazionale già Real museo borbonico.
Fu deciso di sostituire il Toro Farnese con una vasca (la tazza), un blocco monolitico in granito egizio originario del tempio di Nettuno a Paestum, fu poi collocata nella cattedrale di San Matteo a Salerno dove v'insisteva dall'XI secolo.
Viene definita popolarmente 'a funtana d'e paparelle per il fatto che nella vasca in passato nuotavano gruppi di oche o anatre.

## Struttura
La fontana è composta da una grande vasca circolare con un grosso "scoglio" in pietra lavica al centro. La vasca poggia su quattro leoni disegnati dall'architetto Pietro Bianchi e a loro volta collocati su uno scoglio di pietre laviche. Al centro della conca è presente una testa di Medusa.
Intorno allo spazio circolare della fontana vengono sistemate quattro busti raffiguranti allegoricamente le stagioni (di qui la denominazione delle Quattro Stagioni): i busti collocati su dei lunghi piedistalli raffigurano rispettivamente Flora, allegoria della primavera; Cerere, simbolo dell'estate; Bacco con un grappolo d'uva, in rappresentazione dell'autunno (il periodo della vendemmia) e infine un vecchio che cerca di avvolgersi nei suoi panni cenciosi per riscaldarsi, simbolo dell'inverno.